# Phyllomyias griseiceps
Phyllomyias griseiceps là một loài chim trong họ Tyrannidae.